# كارتر (فلم كوري جنوبي)
كارتر (بالكورية: 카터) هو فيلم أكشن كوري جنوبي من إخراج جونغ بيونغ جيل، وبطولة جو وون، لي سونغ جاي، جيونغ سو ري، وكيم بو مين. صدر على نتفليكس في 5 آب/أغسطس 2022.

## القصة
بعد انتشار جائحة في العالم، تدور أحداثه حول العميل كارتر الذي يستيقظ في غرفة فندق من دون أن يتذكّر هويته، يجد جهازًا غامضًا في رأسه وقنبلة مميتة في فمه، وصوت في أذنيه يأمره ليتجنب تعرضه للقتل يجب على كارتر أن ينقذ فتاة تحمل ترياق المرض، وإذا لم ينفذ المهمة في الوقت محدد سيموت الجميع، بينما تطارده وكالة المخابرات المركزية وكوريا الشمالية.

## طاقم

### رئيسي
- جو وون في دور كارتر.[6]
- لي سونغ جاي بدور كيم جونغ هيوك.[7]
- جيونغ سو ري في دور هان جونغ هي.[8]
- كيم بو مين في دور جونغ ها نا.[8]
- جونغ جاي يونغ بدور د. جونغ بيونغ هو.[9]
- جونغ هاي كيون في دور كيم دونغ جيو.[9]

- كاميلا بيل بدور أغنيس.[10]
- مايك كولتر في دور سميث.[10]

## الاستقبال

### المشاهدات
في غضون ثلاثة أيام من الإصدار، سجل الفيلم 27.3 مليون ساعة مشاهدة واحتل المرتبة الأولى في فئة أفضل 10 أفلام عالمية (لغير الإنجليزية) على نتفليكس للأسبوع من 1 إلى 7 أغسطس، ودخل قائمة أفضل 10 في 90 دولة.

### آراء
صرحت كانغ ناي ري من YTN، أن الفيلم فشل في جذب انغماس الجمهور وانخفض التوتر نحو النصف الثاني من الفيلم، لكنها أشادت بـ غو وون لأدائه الرائع في الحركة.
أشادت كيم نا يون من ستار نيوز، بمشاهد الحركة مثل معركة الهليكوبتر الجوية ومشهد قتال القفز بالمظلات في حركة حية بدلاً من استخدام CG وأداء الاكشن المكثف لـ جوو وون.
في مراجعه لـ جريدة جنوب الصين الصباحية، كتب جيمس مارش «الحركة تبدو عديمة الوزن وتقليدية، حتى عندما يدعمها أداء وون الجسدي بجنون»، ووصف الفيلم بأنه «مثير للسخرية بشكل مذهل» واعطاه 2 من أصل 5 نجوم.

## الإنتاج

### صناعة
الفيلم من إخراج وانتاج جيونغ بيونغ جيل من أعماله افلام مثل باندهوبي (2009)، اعتراف بالقتل (2012)، الشريرة (2017)، بجانب جيونغ بيونغ شيك. يتم إنتاج الفيلم لصالح شبكة نتفليكس.

### طاقم
في مارس 2021، تم تأكيد انضمام غو وون لدور البطولة في فيلم كارتر. في مايو 2021، أكد لي سونغ جاي انضمامه في الفيلم.

### تصوير
تم التصوير في اوسونغ، بمقاطعة تشنغتشونغ الشمالية في نهاية يونيو 2021.

### الإصدار
في 8 يوليو 2021، أصدرت نتفليكس أول عرض تشويقي وملصق رئيسي للفيلم، بجانب الإعلان عن تاريخ الإصدار، والذي هو 5 أغسطس من عام 2022.

## روابط خارجية
- مقالات تستعمل روابط فنية بلا صلة مع ويكي بيانات
- كارتر على هانسينما